# Ennemain Communal Cemetery Extension
Ennemain Communal Cemetery Extension is een begraafplaats gelegen in de Franse plaats Ennemain (Somme). De militaire graven worden onderhouden door de Commonwealth War Graves Commission.
De begraafplaats telt 37 geïdentificeerde Gemenebest graven uit de Eerste Wereldoorlog.